# Winogrodnictwo

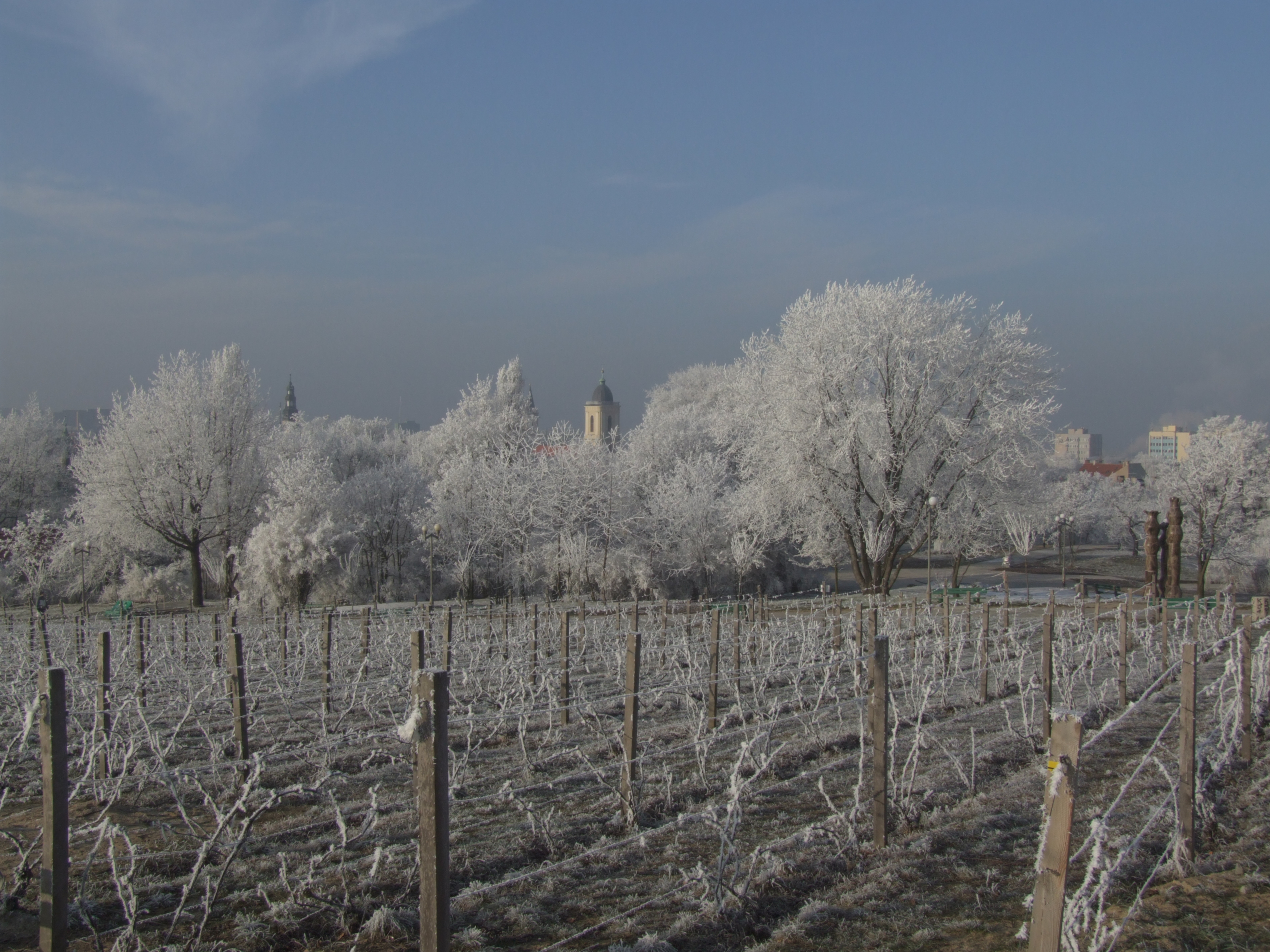
Zielona Góra – winnica zimą

Winogrodnictwo – specjalistyczna dziedzina ogrodnictwa, pokrewna sadownictwu, zajmująca się wyłącznie uprawą winorośli. W odróżnieniu od enologii, zajmuje się zagadnieniami związanymi z uprawą krzewów winnych, a nie przetwórstwem alkoholowym.
Winogrodnictwo jest znane od starożytności, gdy w rejonie Morza Śródziemnego uprawiano krzewy winorośli i zakładano winnice.

## Winogrodnictwo w Polsce
Największymi regionami winogrodniczymi są:  zielonogórski, małopolski, dolnośląski, podkarpacki, oraz Małopolski Przełom Wisły (na granicy województwa lubelskiego i świętokrzyskiego.